# Laudelino Cubino
Laudelino Cubino González (Béjar, 31 maggio 1963) è un ex ciclista su strada spagnolo, professionista su strada dal 1986 al 1996.

## Carriera
Dotato di buone doti di scalatore, passò professionista nel 1986 con il team Zor, riuscendo ad aggiudicarsi un paio di corse già nella stagione del debutto.
Nelle stagioni successive mise a frutto le sue capacità sulle salite, aggiudicandosi numerose frazioni di corse a tappe: su tutte spiccano le due vittorie al Giro d'Italia, tre alla Vuelta a España e una al Tour de France, legando il proprio nome a Luz Ardiden, località dei Pirenei ove giunse primo nella Vuelta a España 1992 e nel Tour de France 1988.
Riuscì a laurearsi campione nazionale spagnolo nel 1990, mentre nelle classifiche generali delle grandi competizioni a tappe il suo miglior piazzamento è datato 1993, quando si piazzò sul terzo gradino del podio della Vuelta a España.

## Palmarès
- 1986

Clásica a los Puertos de Guadarrama
8ª tappa Tour de l'Avenir
- 1987

7ª tappa Vuelta a España
- 1988

4ª tappa Vuelta a los Valles Mineros
14ª tappa Tour de France
5ª tappa Vuelta a Burgos
Clásica a los Puertos de Guadarrama
- 1989

4ª tappa Vuelta a Asturias
1ª tappa Vuelta a los Valles Mineros
Classifica generale Vuelta a los Valles Mineros
1ª tappa Vuelta a Galicia
- 1990

Campionato nazionale spagnolo in linea
Subida al Naranco
3ª tappa Vuelta a Galicia
Classifica generale Volta Ciclista a Catalunya
- 1991

16ª tappa Vuelta a España (Cangas de Onís > Alto del Naranco)
9ª tappa Vuelta a Colombia
7ª tappa Critérium du Dauphiné Libéré
- 1992

9ª tappa Vuelta a España (Vielha > Luz Ardiden)
5ª tappa Vuelta a Murcia
5ª tappa Critérium du Dauphiné Libéré
- 1993

4ª tappa Vuelta a Aragón
2ª tappa Vuelta a Burgos
Classifica generale Vuelta a Burgos
- 1994

7ª tappa Giro d'Italia
1ª tappa Vuelta a Galicia
Classifica generale Vuelta a Galicia
- 1995

8ª tappa Giro d'Italia
2ª tappa Vuelta a La Rioja
- 1996

1ª tappa Vuelta a Colombia

## Piazzamenti

### Grandi Giri
- Giro d'Italia

1994: ritirato
1995: 40º
1996: ritirato
- Tour de France

1987: ritirato (19ª tappa)
1988: 13º
1989: ritirato (15ª tappa)
1992: ritirato (11ª tappa)
1993: 42º
1994: ritirato (16ª tappa)
1995: 27º
1996: ritirato (2ª tappa)
- Vuelta a España

1987: ritirato
1988: 4º
1991: 15º
1992: 6º
1993: 3º
1994: ritirato

### Competizioni mondiali
- Campionati del mondo

Utsunomiya 1990 - In linea: 40º
Agrigento 1994 - In linea: 8º